# Vlag van Angola
De nationale vlag van Angola bestaat uit twee horizontale banen in de kleuren rood (boven) en zwart, met in het midden een deel van een tandwiel, een ster en een kapmes (alle drie goudkleurig). De vlag is in gebruik sinds de onafhankelijkheid van Angola op 11 november 1975.

## Symboliek
Het rood staat voor het bloed dat vloeide onder de Angolezen tijdens hun onafhankelijkheidsstrijd, terwijl de zwarte band voor het continent Afrika staat. Het tandwiel, het kapmes en de ster vormen samen een nationaal symbool dat gelijkaardig is aan de hamer en sikkel die als symbool voor het communisme op de vlag van de vroegere Sovjet-Unie staan. Het tandwiel staat voor de arbeiders van het land en de industrie, het kapmes voor de landbouw(ers) en de gele ster verwijst naar de communistische rode ster.
De vlag is in Angola controversieel. Sommigen zien het als een politiek symbool, vanwege de gelijkheid met de partijvlag van de Volksbeweging voor de Bevrijding van Angola. Ze wordt ook bekritiseerd vanwege de herinnering aan het bloedige en gewelddadige verleden in plaats van de hoop op een goede toekomst.

## Afkeuring van een nieuwe vlag in 2003
In 2003 werd een nieuwe vlag voorgesteld, maar deze moest eerst nog worden bekrachtigd en formeel worden goedgekeurd. Deze vlag oogt veel optimistischer dan de vlag uit 1975 en toont een weergave van een rotstekening die in de Tchitundo-Hulu-grot gevonden is. Het voorgestelde ontwerp verschilt radicaal van de huidige vlag maar blijft de breedte-lengteverhouding van 2:3 behouden. Veel Angolezen zien de voorgestelde vlag niet zitten, omdat deze geen echte betekenis uitdraagt en — in tegenstelling tot de huidige vlag — geen historische associaties heeft. Anderen menen dat het ontwerp niet als uniek symbool van Angola gezien kan worden, vanwege de gelijkenissen met andere vlaggen, waaronder de vlag van Costa Rica. Het ontwerp werd uiteindelijk niet uitgevoerd.